# 1812 aux échecs
| Années des échecs : 1809 - 1810 - 1811 - 1812 - 1813 - 1814 - 1815    |
| Décennies des échecs : 1780 - 1790 - 1800 - 1810 - 1820 - 1830 - 1840 |

Cet article présente les faits marquants de l'année 1812 aux échecs.

## Événements majeurs
- Plusieurs clubs d’échecs sont créés, par exemple à Düsseldorf et à Hereford[1].

## Naissances
- 29 février : Hermann Hirschbach, musicien et joueur d’échecs allemand. Il est l’auteur de la variante Hirschbach[Note 1] sur la partie italienne[1].
- Louis Theodor Eichborn, fort joueur amateur.

## Nécrologie
- 12 septembre : Elias Stein